# Trojany
Trojany és un municipi del comtat de Wołomin, al gmina de Dąbrówka, al centre-est de Polònia. El 2014 tenia 490 habitants. Entre el 1975 i el 1998 va formar part del voivodat d'Ostrołęka.